# Perevoloka, Buceaci
Perevoloka (în ucraineană Переволока) este localitatea de reședință a comunei Perevoloka din raionul Buceaci, regiunea Ternopil, Ucraina.

## Demografie
Componența lingvistică a localității Perevoloka
     Ucraineană (99,92%)
     Alte limbi (0,08%)
Conform recensământului din 2001, majoritatea populației localității Perevoloka era vorbitoare de ucraineană (99,92%), existând în minoritate și vorbitori de alte limbi.